# Reginald Claypoole Vanderbilt
Reginald Claypoole Vanderbilt (14 janvier 1880 - 4 septembre 1925) est un membre de la famille Vanderbilt. Il est le père de Gloria Vanderbilt et le grand-père maternel d'Anderson Cooper. Passionné d'équitation, il est le fondateur et président de nombreuses organisations équestres. Il joue la majeure partie de son héritage.

## Jeunesse
Reginald Claypoole Vanderbilt est né le 14 janvier 1880 à Staten Island, New York. Il est le plus jeune fils de Cornelius Vanderbilt II (1843-1899) et d'Alice Claypoole Gwynne (1845-1934) .
Reginald est un petit-fils de William Henry Vanderbilt (1821-1885) et arrière-petit-fils du commodore Cornelius Vanderbilt (1794-1877) .
Il fréquente l'Université Yale, mais n'obtient pas son diplôme. Son frère aîné, Cornelius Vanderbilt III (1873-1942) épouse Grace Wilson contre la volonté de ses parents et est déshérité. Un autre frère aîné, Alfred, hérite de la majeure partie de la fortune familiale, bien que Reginald et plusieurs sœurs aient également reçu un héritage .

## Vie personnelle

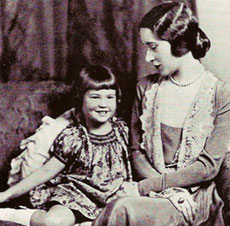
La deuxième épouse de Vanderbilt, Gloria Morgan Vanderbilt, avec sa fille, Gloria Vanderbilt

En 1903, Reginald épouse Cathleen Neilson (1885-1927)  à Parker Cottage à Newport, Rhode Island . Elle est la fille d'Isabelle Gebhard Neilson, la nièce de Frederick Gebhard (vers 1860-1910), et l'arrière-petite-fille de Thomas E. Davis, un éminent promoteur immobilier new-yorkais . Avant leur divorce en 1920 , le couple a une fille: Cathleen Vanderbilt (1904-1944), qui épouse Henry Cooke Cushing III (1895-1960) en 1923. Après leur divorce en 1932, elle épouse le directeur de la radiodiffusion Lawrence Wise Lowman (1900-1980) en 1932 . Ils divorcent la même année et en 1940, elle épouse Martin Arostegui, un éditeur de La Havane, à Cuba ,.
Le 6 mars 1923, il épouse Gloria Mercedes Morgan (1904-1965). Ensemble, ils sont les parents de sa deuxième fille : Gloria Laura Vanderbilt (1924-2019), la créatrice de mode qui épouse Pasquale DiCicco (1909-1978) en 1941. Ils divorcent en 1945 et la même année, elle épouse Leopold Stokowski (1882-1977). Ils divorcent en 1955 et un an plus tard, en 1956, elle épouse Sidney Lumet (1924-2011). En 1963, ils divorcent également et, la même année, elle épouse Wyatt Emory Cooper (1927-1978).
Reginald Claypoole Vanderbilt est décédé d'une cirrhose due à l'alcoolisme le 4 septembre 1925, dans sa maison de campagne, Sandy Point Farm, à Portsmouth, Rhode Island . Dans son testament, il laisse la grande majorité de sa fortune à ses filles avec un résidu à sa veuve, qui ne devait pas dépasser 1 125 000 $ et sa maison de ville de New York, située au 12 East 77th Street, et à Sandy Point Farm. Il est enterré dans le mausolée de la famille Vanderbilt dans le cimetière de la famille Vanderbilt à côté du cimetière morave à Staten Island, New York.